# Coppa Italia 2020-2021 (rugby a 15)
La Coppa Italia 2020-21 fu la 33ª edizione della Coppa Italia di rugby a 15.
Inizialmente in programma dal 17 ottobre 2020 al 7 marzo 2021 tra le dieci squadre del campionato TOP10, fu definitivamente annullata dalla FIR nel consiglio federale del 22 dicembre 2020, nell'intento di garantire un pieno e regolare completamento del campionato TOP10.
Le dieci squadre partecipanti furono divise in due gironi all'italiana da cinque squadre ciascuno, formulati sulla base del ranking generato dalla Coppa Italia 2019-20, con partite di sola andata.
Per ogni girone la classifica fu stilata con il punteggio dell'Emisfero Sud, ovvero quattro punti per ogni vittoria, due per ogni pareggio, nulla per la sconfitta più eventuale punto di bonus alla perdente con sette o meno punti di scarto e alla squadra che realizzi quattro mete a prescindere dal risultato finale.
Le prime due classificate dei rispettivi gironi avrebbero dovuto incontrarsi nella finale in campo neutro per l'assegnazione del titolo.

## Squadre partecipanti
| Girone A                  | Girone B          |
| ------------------------- | ----------------- |
| Lyons (Piacenza)          | Calvisano         |
| Mogliano                  | Colorno           |
| Rovigo                    | Fiamme Oro (Roma) |
| Valorugby (Reggio Emilia) | S.S. Lazio (Roma) |
| Viadana                   | Petrarca (Padova) |

## Fase a gironi

### Girone A
| Data             | Incontro             | Risultato |
| ---------------- | -------------------- | --------- |
| 17 ottobre 2020  | Viadana — Valorugby  | 13-37     |
| 17 ottobre 2020  | Lyons — Mogliano     | N.D.      |
| 24 ottobre 2020  | Valorugby — Lyons    | N.D.      |
| 24 ottobre 2020  | Rovigo — Mogliano    | N.D.      |
| 21 febbraio 2021 | Rovigo — Viadana     | N.D.      |
| 21 febbraio 2021 | Mogliano — Valorugby | N.D.      |
| 28 febbraio 2021 | Lyons — Rovigo       | N.D.      |
| 28 febbraio 2021 | Mogliano — Viadana   | N.D.      |
| 7 marzo 2021     | Viadana — Lyons      | N.D.      |
| 7 marzo 2021     | Valorugby — Rovigo   | N.D.      |

#### Classifica
|  |    | Squadra   | G | V | N | P | PF | PS | P±  | B | Pt |
|  | -- | --------- | - | - | - | - | -- | -- | --- | - | -- |
|  | 1. | Valorugby | 1 | 1 | 0 | 0 | 37 | 13 | 24  | 1 | 5  |
|  | 2. | Lyons     | 0 | 0 | 0 | 0 | 0  | 0  | 0   | 0 | 0  |
|  | 3. | Mogliano  | 0 | 0 | 0 | 0 | 0  | 0  | 0   | 0 | 0  |
|  | 4. | Rovigo    | 0 | 0 | 0 | 0 | 0  | 0  | 0   | 0 | 0  |
|  | 5. | Viadana   | 1 | 0 | 0 | 1 | 13 | 37 | −24 | 0 | 0  |

### Girone B
| Data             | Incontro               | Risultato |
| ---------------- | ---------------------- | --------- |
| 17 ottobre 2020  | Lazio — Calvisano      | N.D.      |
| 17 ottobre 2020  | Petrarca — Colorno     | 53-12     |
| 24 ottobre 2020  | Calvisano — Petrarca   | N.D.      |
| 24 ottobre 2020  | Colorno — Fiamme Oro   | 16-22     |
| 21 febbraio 2021 | Fiamme Oro — Lazio     | N.D.      |
| 21 febbraio 2021 | Calvisano — Colorno    | N.D.      |
| 28 febbraio 2021 | Petrarca — Fiamme Oro  | N.D.      |
| 28 febbraio 2021 | Colorno — Lazio        | N.D.      |
| 7 marzo 2021     | Fiamme Oro — Calvisano | N.D.      |
| 7 marzo 2021     | Lazio — Petrarca       | N.D.      |

#### Classifica
|  |    | Squadra    | G | V | N | P | PF | PS | P±  | B | Pt |
|  | -- | ---------- | - | - | - | - | -- | -- | --- | - | -- |
|  | 1. | Petrarca   | 1 | 1 | 0 | 0 | 53 | 12 | 41  | 1 | 5  |
|  | 2. | Fiamme Oro | 1 | 1 | 0 | 0 | 22 | 16 | 6   | 0 | 4  |
|  | 3. | Colorno    | 2 | 0 | 0 | 2 | 28 | 75 | −47 | 1 | 1  |
|  | 4. | Calvisano  | 0 | 0 | 0 | 0 | 0  | 0  | 0   | 0 | 0  |
|  | 5. | S.S. Lazio | 0 | 0 | 0 | 0 | 0  | 0  | 0   | 0 | 0  |